# Eran Zahavi
Eran Zahavi  (hebreiska: ערן זהבי) född 25 juli 1987 i Rishon LeZion, Israel, är en israelisk fotbollsspelare som spelar för Maccabi Tel Aviv och det israeliska fotbollslandslaget.

## Karriär
Den 20 september 2020 värvades Zahavi av PSV Eindhoven, där han skrev på ett tvåårskontrakt. Den 26 juni 2022 blev Zahavi klar för en återkomst i Maccabi Tel Aviv, där han skrev på ett tvåårskontrakt.